# Joseph Löhr
Joseph Löhr (* 21. Januar 1878 in Kornelimünster; † 19. April 1956 in Bonn) war ein deutscher römisch-katholischer Theologe und Kirchenrechtler.

## Leben
Nach dem Studium der katholischen Theologie empfing Löhr 1902 das Sakrament der Priesterweihe. 1908 wurde er zum Dr. phil. in Bonn promoviert, 1910 zum Dr. theol. in Freiburg und 1912 zum Dr. iur. in Münster. Er habilitierte sich 1914 für Kirchenrecht an der Universität Breslau. 1920 wurde er ordentlicher Professor für kirchliche Wohlfahrtspflege in Breslau. Von 1926 bis 1946 war er ordentlicher Professor für Kirchenrecht in Tübingen.
Er war Mitglied der katholischen Studentenverbindungen KDStV Bavaria Bonn und AV Guestfalia Tübingen.

## Schriften (Auswahl)
- Die Verwaltung des Kölnischen Grossarchidiakonates Xanten am Ausgange des Mittelalters. Stuttgart 1909.

- Methodisch-kritische Beiträge zur Geschichte der Sittlichkeit des Klerus bes. der Erzdiözese Köln am Ausgang des Mittelalters. Aschendorff, Münster 1910.
- Die Verwaltung des kölnischen Grossarchidiakonates Xanten am Ausgange des Mittelalters. Stuttgart 1909.
- Beiträge zum Missionsrecht. Missionsobere, Missionare und Missionsfakultäten. Paderborn 1916.
- Das Preussische Allgemeine Landrecht und die katholischen Kirchengesellschaften. Paderborn 1917.
- Geist und Wesen der Caritas. Freiburg 1922.
- Ist eine staatliche „Kirchenhoheit“ und eine besondere Staatsaufsicht über die Kirche mit der Deutschen Reichsverfassung vereinbar? Paderborn 1927.